# Patrick Daniel Norton
Patrick Daniel Norton (* 17. Mai 1876 in Ishpeming, Michigan; † 14. Oktober 1953 in Minot, North Dakota) war ein US-amerikanischer Politiker. Zwischen 1913 und 1919 vertrat er den dritten Wahlbezirk des Bundesstaats North Dakota im US-Repräsentantenhaus.

## Frühe Jahre und politischer Aufstieg
Im Jahr 1883 kam Patrick Norton mit seinen Eltern in das Ramsey County in North Dakota, wo er die öffentlichen Schulen besuchte. Danach studierte er bis 1903 an der University of North Dakota unter anderem Jura. Nach seiner Zulassung als Rechtsanwalt begann er in Devils Lake in diesem Beruf zu arbeiten. Von 1905 bis 1907 war er Schulinspektor im Ramsey County.
Norton wurde Mitglied der Republikanischen Partei. Zwischen 1907 und 1908 war er Protokollführer im Repräsentantenhaus von North Dakota. Im Jahr 1907 zog er nach Hettinger im Adams County. Von 1907 bis 1911 war er in diesem County Bezirksstaatsanwalt und zwischen 1911 und 1913 war er als Secretary of State geschäftsführender Beamter der Regierung von North Dakota. Bei den Kongresswahlen des Jahres 1912 wurde Patrick Norton als erster Abgeordneter des neugeschaffenen dritten Wahlbezirks von North Dakota in das US-Repräsentantenhaus gewählt. Dort absolvierte er zwischen dem 4. März 1913 und dem 3. März 1919 drei Legislaturperioden.

## Weiterer Lebenslauf
Nach dem Ende seiner Zeit im Kongress zog er nach Mandan in North Dakota. Dort war er als Farmer und Viehzüchter tätig. Außerdem war er im Bankwesen engagiert. 1927 verlegte er seinen Wohnsitz nach Minot. Im Juni 1928 nahm Patrick Norton als Delegierter an der Republican National Convention in Kansas City teil, auf der Herbert C. Hoover als Präsidentschaftskandidat der Partei nominiert wurde. Zwischen 1920 und 1940 besuchte Norton regelmäßig die regionalen Parteitage der Republikaner in North Dakota. Er starb im Oktober 1953. Patrick Norton war mit Louise Fitzgerald verheiratet, mit der er zwei Söhne hatte.